# Жанатурмис (Байзацький район)
Жанатурми́с (каз. Жаңатұрмыс) — село у складі Байзацького району Жамбильської області Казахстану. Входить до складу Жанатурмиського сільського округу.
Населення — 637 осіб (2021; 863 у 2009, 313 у 1999, 411 у 1989).